# Ostdenkschrift
Die Lage der Vertriebenen und das Verhältnis des deutschen Volkes zu seinen östlichen Nachbarn (in der Regel als „Ostdenkschrift“ bezeichnet) ist eine am 1. Oktober 1965 vom EKD-Ratsvorsitzenden Kurt Scharf unterzeichnete und mit einem Vorwort versehene Denkschrift der Evangelischen Kirche in Deutschland.

## Entstehung
Die Ostdenkschrift wurde erarbeitet durch die Kammer für Öffentliche Verantwortung der EKD, die von Ludwig Raiser geleitet wurde. Bei der Ausarbeitung haben vonseiten der Bundesregierung der Bundestagsabgeordnete Ernst Majonica und Wilhelm von Keudell, der Beauftragte des Auswärtigen Amtes in West-Berlin, unterstützt.

## Inhalt
Die Denkschrift nahm Impulse des ebenfalls von Raiser mitverantworteten und 1962 veröffentlichten Tübinger Memorandums auf. Sie mahnte, den deutschen Anspruch auf die Gebiete jenseits der Oder-Neiße-Linie zu hinterfragen, um dadurch eine Chance zur Versöhnung zwischen Deutschen und Polen und zur Errichtung einer gesamteuropäischen Friedensordnung zu ermöglichen. Eine klare Forderung zur Anerkennung der Oder-Neiße-Grenze ist nicht ausgesprochen, aber der Tenor ging dahin, in Anerkennung der deutschen Schuld um eines Neuanfangs willen einen Rechtsverzicht auf die östlich von Oder und Neiße gelegenen ehemaligen deutschen Ostgebiete zu erklären.

## Reaktionen
Die Denkschrift löste in der Öffentlichkeit eine leidenschaftliche Diskussion aus. Scharf bekämpft wurde sie von den Vertriebenenverbänden, von vielen anderen aber positiv aufgenommen. Rückblickend konnte festgestellt werden, dass sie in der Bundesrepublik eine „Zäsur in der Meinungsentwicklung“ darstellte und so der späteren neuen Ostpolitik Willy Brandts den Boden bereitete. Max Schmeling trat aus Protest gegen die Denkschrift aus der Kirche aus.